# Albin Czech
Albin Czech (ur. 4 sierpnia 1934 w Salominie, zm. 10 czerwca 2014) – polski lekkoatleta, długodystansowiec, mistrz Polski w biegu na 10 000 metrów (1958) i biegu maratońskim (1961).

## Kariera sportowa
Był zawodnikiem Kolejarza Kraków (1953-1955), Olszy Kraków (1956-1958), AZS Białystok (1959-1960) i Jagiellonii Białystok (1965-1966). Jego największymi sukcesami w karierze było mistrzostwo Polski w biegu na 10 000 m (1958) i biegu maratońskim (1961). Ponadto był wicemistrzem Polski na 5000 m (1957) i brązowym medalistą mistrzostw Polski w biegu na 10 000 m (1957).
Reprezentował Polskę na letniej uniwersjadzie w 1959, zajmując 10. miejsce w biegu na 10 000 m. W październiku 1957 wystąpił w meczu międzypaństwowym Polska-NRD, zajmując 4. (ostatnie) miejsce w biegu na 5000 m.
Jego rekordy życiowe wynosiły: 1500 m - 3:52,1 (24.05.1958), 5000 m -  14:23,4 (3.09.1958), 10 000 m -  30:45,8 (27.10.1957), bieg maratoński - 2:35:48,4 (25.08.1961).
W 1957 ukończył studia w Wyższej Szkole Wychowania Fizycznego we Wrocławiu, w 1967 studia medyczne w Akademii Medycznej w Białymstoku. Specjalizował się w rehabilitacji medycznej, pracował jako lekarz w Zielonej Górze i Stalowej Woli.